# Alois Schmidt
Alois Schmidt (Aloys Schmidt, ur. 1855 w Radochowie, zm. 1939 w Lądku-Zdroju) – snycerz i rzeźbiarz. 

## Życiorys
Autor ponad 200 ołtarzy wykonanych głównie dla kościołów na ziemi kłodzkiej. Specjalizował się w stolarstwie artystycznym. Zajmował się także rzeźbiarstwem, malarstwem i pozłotnictwem.
W 1890 dla kościoła pw. św. Mikołaja w Nowej Rudzie  wykonał rzeźby śś. Jakuba Większego i Jana.  Dzieła Aloisa Schmidta trafiły również do obiektów sakralnych w Kopenhadze i Malmö. Jego meble i figury zwierząt były eksportowane do Ameryki. W roku 1880 wykonany przez Schmidta model "Marienbad" w Lądku-Zdroju (obecnie Zakład Przyrodoleczniczy "Wojciech") otrzymał nagrodę na Wystawie Higieny w Berlinie.
Jego uczniem był Franz Wagner (1887−1942). 